# Макушева, Светлана Павловна
Светлана Павловна Макушева (Чернявская); (14 августа 1926, с. Мотина Балка, Днепропетровская обл., УССР — 22 октября 2016, Севастополь) — советский лингвист, доцент кафедры иностранных языков ЧВВМУ-СВМИ им. П. С. Нахимова, кандидат филологических наук.
Дочь полка — с 14 лет участвовала в Великой Отечественной войне, автор книг воспоминаний «Фронтовое сочинение» (2014).

## Биография
Родилась в семье Павла Митрофановича Чернявского и Александры Ивановны Чернявской (Букреевой).
В 1933 году пошла в школу.
С 14 лет в период 1941 по 1944 годы работала делопроизводителем в составе Политотдела 4 Воздушной Армии.
После войны закончила подготовительные курсы и сразу же поступила во Львовский ордена Ленина государственный университет им. И. Франко, который окончила в 1950 году. Затем окончила аспирантуру, защитила кандидатскую диссертацию.
В дальнейшем преподавала английский язык во Львовском университете.
В 1969 году направлена на курсы повышения квалификации в Мичиганский университете в США (Eastern Michigan University). Результатом учёбы было создание исследовательской работы «Опыт тестирования на иностранных языках в университетах США», напечатанной в «Информационном центре высшей школы» (М., 1971).
С 1972 года — старший преподаватель кафедры иностранных языков ЧВВМУ им. Нахимова в г. Севастополе. С 1992 года — начальник кафедры иностранных языков ЧВВМУ им. Нахимова, а с 2009 года академии ВМС Украины им. Нахимова.
На протяжении 15 лет управляла секцией литературы и художества товарищества «Знание» города героя Севастополя. Читала лекций на кораблях и подводных лодках ЧФ.
15 июня 2008 года во время праздничных мероприятий, посвященных 225-летию со дня основания города-героя Севастополя был открыт памятник Екатерине II. Автор памятника — Народный художник Украины, Почетный житель города-героя Севастополя скульптор Станислав Александрович Чиж не дожил до дня открытия памятника. Лицо императрицы, С. А. Чиж изваял с натуры своей землячки Светланы Павловны Макушевой, которую он очень уважал и всегда восхищался её правильными чертами лица.

## Труды
Автор учебников, монографий, статей в области литературоведения, филологии, пособий по изучению иностранных языков в военно-морских учебных заведениях.
Автор пособия «Английская литературоведческая терминология: Пособие для студентов пед. ин-тов и филолог. факультетов унив.» (в соавт. с С. Я. Мосткова, Л. А. Смыкалова, С. П. Чернявская. — Ленинград: Просвещение, 1967. — 109 с.).
В 2014 году были изданы воспоминания Светланы Чернявской-Макушевой о военном детстве — «Фронтовое сочинение».

## Награды
- Орден Великой Отечественной войны II степени, медали;
- Знак «За отличные успехи в работе. Высшая школа СССР»;
- Грамота Президиума Верховного Совета Украинской ССР.
- Знак отличия Министерства обороны Украины ― медаль «За содействие Вооруженным Силам Украины».